# 村上吉正
村上 吉正（むらかみ よしまさ）は、安土桃山時代から江戸時代初期の武将。

## 略歴
父祖は丹波に住む武士。小早川秀秋に仕えた。慶長5年（1600年）伏見城の戦いに従って戦功があった。関ヶ原の戦いでは東軍に寝返った小早川隊の先鋒となって活躍した。慶長7年（1602年）秀秋が死去すると、小早川家の家老たちの懇願により事後処理に参画する。徳川家康は重臣でない吉正が上書に署名したことを訝しんだが、仲介となった小堀正次が経緯を説明し、また池田輝政が吉正の武徳を惜しんで引き抜こうとしている事を伝えたため、家康は正次の勧めに応じて丹波桑田郡に1500石を与えて召し抱えた。
慶長19年（1614年）大坂城の豊臣軍が片桐且元の茨木城を攻撃しようとしたため、且元から京都所司代の板倉勝重に救援要請が届いた。勝重は丹波の諸将に加勢を命じた。そのとき吉正は伏見城代の松平定勝の配下として伏見におり、定勝や勝重は吉正が役目を放棄して寡兵で援軍に加わることを戒めたが、これを振り払って茨木へと駆けつけて穂積に布陣した。翌年の大坂夏の陣でも活躍。
元和4年（1618年）小笠原忠真が明石城を築城する際、都筑為政・建部政長とともに検視として赴く。寛永元年（1624年）からは徳川忠長付きとなった。

## 逸話
富士道者という家康が好んだ名馬がいたが、これを難なく乗りこなしたことを賞されてこの馬を貸与された。後にこの馬は家康へ返還したが、代わりに鞍と轡を賜った。